# Агатіно Куттоне
Агатіно Куттоне (італ. Agatino Cuttone, нар. 18 лютого 1960, Адрано) — італійський футболіст, що грав на позиції захисника. По завершенні ігрової кар'єри — тренер. З 2017 року очолює тренерський штаб команди «Фано».
Виступав, зокрема, за клуб «Чезена», а також молодіжну збірну Італії.

## Клубна кар'єра
У дорослому футболі дебютував 1979 року виступами за команду «Реджина», в якій провів один сезон, взявши участь у 28 матчах чемпіонату. 
Згодом з 1980 по 1983 рік грав у складі команд клубів «Торіно» та «Катандзаро».
Своєю грою за останню команду привернув увагу представників тренерського штабу клубу «Чезена», до складу якого приєднався 1983 року. Відіграв за чезенську команду наступні вісім сезонів своєї ігрової кар'єри (п'ять у Серії В і три у Серії А). Більшість часу, проведеного у складі «Чезени», був основним гравцем захисту команди.
Протягом 1991—1992 років захищав кольори команди клубу «Перуджа».
Завершив професійну ігрову кар'єру у клубі «Баракка Луго», за команду якого виступав протягом 1992—1993 років.

## Виступи за збірну
1981 року залучався до складу молодіжної збірної Італії. На молодіжному рівні зіграв в одному офіційному матчі.

## Кар'єра тренера
Розпочав тренерську кар'єру відразу ж по завершенні кар'єри гравця, 1993 року як тренер молодіжної команди «Чезена», де пропрацював з 1993 по 1998 рік.
1998 року очолив першу дорослу команду, якою стала «Марсала», а 1999 року став головним тренером команди ««Про Верчеллі» з Серії С2, проте тренував команду з міста Верчеллі лише один рік.
Згодом протягом сезону 2000–01 років очолював тренерський штаб клубу «Катандзаро», з яким вийшов у фінал плей-оф Серії С2, проте поступився.
2001 року прийняв пропозицію попрацювати у клубі «Чезена» з Серії С1. Залишив чезенську команду 2002 року. Після цього два сезони тренував «Гуальдо» з Серії С2.
У сезоні 2004–05 Куттоне недовго очолював «Джуліанову».
2005 року очолив «Губбіо» з Серії С2, який врятував від вильоту в останньому турі, про в наступному сезоні він був звільнений після 17 турів після домашньої поразки від «Бока Сан Лазаро» (восьма поразка в 16 матчах). 
У 2007-08 роках Агатіно очолив після 22 туру «Катандзаро», знову в Серії С2, зайнявши 10-е місце в турнірній таблиці. У
У березні 2009 року став тренером клубу «Колліджана» з Лега Про Секонда Дівізіоне..
23 червня 2010 року підписав контракт з «Беневенто», але був звільнений зі своєї посади 14 грудня того ж року після поразки від «Юве Стабії» у 16 турі. 
На 6 червня 2011 року він став тренером молодіжної команди «Модена». 14 листопада того ж року він був призначений тренером першої команди, замінивши Крістіано Бергоді, коли команда була на четвертій позиції знизу в турнірній таблиці. Він дебютував на тренерській посаді  в Серії В в матчі проти «Юве Стабії» (2:2), а першу перемогу здобув 18 грудня 2011 року проти «Торіно» (2:1). А після перемоги в гостях над «Барі» (1:0), команда покинула зону вильоту, але Куттоне був звільнений після поразки 0:2 в матчі з «Губбіо», в зв'язку з нестабільною ситуацією у таблиці, і замінений назад на Крістіано Бергоді.
11 лютого 2013 року став тренером «Сантарканджело» з Лега Про Секонда Дівізіоне, приймаючи команду після 22 турів у зоні плей-аута і здобувши 22 очки в 12 матчах врятував команду від вильоту. 
17 грудня того ж року стає новим тренером «Сан-Марино Кальчо», але 11 травня 2014 року контракт було розірвано.. 
17 грудня 2014 року став головним тренером клубу «Сантарканджело» з Лега Про. Незважаючи на те, що він врятував команду від вильоту, 17 червня 2015 року залишив команду через розбіжності з клубом.
З 2017 року очолює тренерський штаб команди «Фано».